# Fran Straube
Francisca Straube (Santiago, 18 de diciembre de 1986), también conocida como RUBIO, es una cantante chilena.

## Biografía
Straube estudió Música y Sonido en la Universidad UNIACC y posteriormente obtuvo un diplomado en Producción de Música Electrónica en Barcelona.
Entre 2009 y 2018 fue vocalista y baterista de la banda electro-punk Miss Garrison,mientras paralelamente fue la baterista de la banda electrónica Picnic Kibun y de Diego Ridolfi (Fármacos).
A finales de 2017 lanzó su proyecto solista RUBIO, una propuesta que mezcla pop, hip hop, electrónica, ambient y elementos de música étnica. Ese mismo año presentó R, su primer EP y en 2018 lanzó su primer álbum, «Pez».
Se ha presentado en el festival Lollapalooza Chile en las ediciones 2018, 2019 y 2022, Primavera Sound en Barcelona, The Great Escape 2019 en Brighton y el Festival Ceremonia 2023 en Ciudad de México, entre otros.
Paralelamente, Straube ha compuesto canciones y temas incidentales para series y películas chilenas e internacionales, incluyendo la película mexicana-argentina La Caída,la cual fue nominada a dos Premios Emmy.
En 2019 fue nominada a los Premios Pulsar en las categorías de Artista del Año, Canción del Año por «Hacia el fondo» y Mejor Artista Pop por «Pez». Dos años más tarde fue nominada en las categorías Artista del Año, Álbum del Año por «Mango Negro» y Mejor Artista Pop.
En 2023 volvió a ser nominada a los Premios Pulsar en la categoría Mejor Compositor o Compositora de Música para Audiovisuales por La Caída, junto a Pablo Stipicic.
Fran actúa como vocalista principal, guitarrista, tecladista y percusionista en sus presentaciones en vivo. Su música también ha aparecido en programas de televisión como Élite, La Reina del Sur y Señorita 89.[cita requerida]

## Discografía

### Álbumes
- 2016: Rubio EP
- 2018: Pez
- 2017: B EP
- 2018: Pez
- 2020: La Pérdida EP
- 2020: IR - RMX (Remixes)
- 2020: La Existencia EP
- 2020: Corales EP
- 2020: Mango Negro
- 2021: Hacia El Fondo (Remixes)
- 2023: La Explosión de los Pájaros (En Vivo)
- 2023: Venus & Blue
- 2024: Venus & Blue: RMX

### Sencillos
- 2014: Rubio
- 2017: R
- 2017: U
- 2018: I
- 2018: O
- 2018: La Llamada
- 2019: Pájaro Azul
- 2020: IR
- 2020: El Secreto
- 2021: Invierno
- 2022: Buena Suerte Muchacha
- 2022: Automatic System (Rubio Remix)
- 2022: Índigo
- 2022: Después de Ahogarme
- 2023: Tu Olor
- 2023: Lo Que No Hablas
- 2023: Te puedes ir, amor
- 2023: Venus & blue
- 2024: SHOUGANAI
- 2024: Lazy (12:00 Version)
- 2024: Las Voces del Jacaranda
- 2024: Yugen